# 中華民国臨時大総統
中華民国臨時大総統（ちゅうかみんこくりんじだいそうとう、繁: 中華民國臨時大總統）は、1912年（民国元年）1月1日から1913年（民国2年）10月10日まで存在した中華民国臨時政府の元首職。
「大総統」ではなく「臨時大総統」という名称なのは、辛亥革命の最中であり清朝も依然として残存していた時期に、各省都督府の代表によって選出された職であることによる。各省都督府代表連合会は「まだ清朝の支配下にある省が存在し、正式な憲法も制定されていない現状では正式な大総統を選出することはできない」と考えて元首職の正式名称を「中華民国臨時大総統」とし、正式な大総統ではないことを強調した。

## 沿革
1911年11月14日、江蘇都督の程徳全はアメリカ合衆国に滞在中の孫文に対し「事態が一段落ついたため、軍・政府・民政を即急に統合する必要がある。私が中国南東部の各軍政府に電報を打つので、孫中山氏には帰国して臨時政府を樹立して全体の指揮を執って欲しい。あなたは革命の創始者であると、国民も外国人も皆強く信じている。臨時政府を指揮するのはあなた以外にありえない。世論も同意しているだろう」と電報を送り、帰国と革命への参加を要請した。11月18日、江北総督の蔣雁行は「大統領職に就ける人物は孫中山しかいない」と述べた。11月19日、揚州軍政府敢死軍司令官の辺振新は「孫逸仙氏に総統として中国に帰国することを公的に要求する」という声明を紙上で発表し、安徽総督の李烈鈞は「孫中山氏が帰国し、臨時政府を組織するよう電報で要請する」ことを要求した。粵省軍政府も「大総統には孫中山氏を選出することを提案する」と声明を出した。
11月15日、江蘇都督府代表の雷奮、上海軍政府代表の袁希洛、俞寰澄、朱少屏、建都督府代表の林長民、潘祖彝は江蘇教育総会で各省代表による会議を行い、会議の名称を「各省都督府代表連合会」に決定した。11月20日、代表会は「湖北軍政府を中央軍政府として承認し、中央政府としての政務を遂行する」という決議を採択した。12月2日、武漢代表会は「臨時政府組織大綱」を制定し、臨時大総統選挙に関する規則を定めた。同日に革命軍は南京を占領し、各省代表団は南京を臨時政府の所在地に定めた。12月4日、同盟会は立憲派の支持を得て、上海に滞在していた代表団の会議を開き、黄興を大元帥に選出した。
12月11日から13日にかけて、武漢と上海の代表団が相次いで南京に到着した。12月14日に会議が始まり、臨時大総統を選出することを12月16日に承認した。12月15日、浙江代表団の陳毅が「袁世凱が共和制国家に賛成している」と報告したため、代表団は袁世凱を待つことにした。臨時大総統選挙を延期することを決定して上海の代表会が選出した大元帥と副元帥を承認し、「臨時政府大綱」に「臨時大総統が選出されるまで、その権限は一時的に元帥が代行する」という一文を追加した。12月17日に黄興は大元帥を辞職したが、副元帥の黎元洪が一時的に到着できなかったため、黄興が引き続き職務を遂行した。12月25日、孫文が上海に到着し、翌12月26日に上海で開かれた幹部会議で臨時大総統候補に選ばれた。12月29日、清朝からの独立を宣言した17省の代表による臨時大総統選挙が実施され、孫文が16票を獲得して中華民国臨時大総統に選出された。
1912年1月1日午後10時、中華民国臨時大総統就任式典が南京の臨時大総統府（現：南京中国近代史遺址博物館）で挙行され、孫文は就任の宣誓を行った。同日、中華民国臨時政府が成立した。1月3日には孫文を首班とする内閣が組織された。しかし依然として順天府（現：北京市）の清朝政府は存続しており、中国に南北2つの中央政府が並立する状態となった。
1月12日、袁世凱は清朝の皇室に対して政権の放棄と宣統帝の退位を求めて説得を始めた。この間に中国同盟会は袁世凱を暗殺を試みたが、失敗に終わった。孫文は袁世凱に対して「皇帝を退位させ、清朝を消滅させる」、「臨時政府を北京に移転させてはならない」、「皇帝が退位し次第、臨時政府は各国に中華民国の承認を要求する」、「孫文は参議院に臨時大総統職の辞表を提出する」、「袁世凱を後任の臨時大総統に選出する」という5つの条件を提出したが、北京への臨時政府移転を主張する袁世凱との間で対立した。1月22日、孫文は南北和議の舞台裏を全てマスメディアに暴露し、袁世凱に不満を抱かせただけでなく、講和での臨時政府側の代表であった伍廷芳の面目を失わせる結果となった。 また、この時期に孫文は日本から融資を得て袁世凱との戦いに挑もうとしたが、実行に至らなかった。袁世凱は事態を沈静化させるために中国同盟会から多くのメンバーを入閣させることに同意した。2月12日に隆裕太后は宣統帝退位詔書を公布し、清朝は滅亡した。
2月13日、袁世凱は臨時政府に電報を送り、条件に従って孫文は辞表を提出した。2月15日、臨時大総統選挙が行われて袁世凱が選出され、3月8日には政体を大統領制から議院内閣制に改める「中華民国臨時約法」が成立した。 3月10日、袁世凱は北京で臨時大総統に就任した。4月1日、孫文は正式に臨時大総統を退任した。1913年（民国2年）10月6日に行われた大総統選挙で袁世凱が選出され、10月10日に初代中華民国大総統に就任した。

## 歴代臨時大総統
| 代 | 氏名   | 写真 | 所属政党   | 就任          | 退任           | 備考 |
| -- | ------ | ---- | ---------- | ------------- | -------------- | --- |
| 1  | 孫文   |      | 中国同盟会 | 1912年1月1日  | 1912年4月1日   | 1911年臨時大総統選挙で選出                                                                                     |
| 2  | 袁世凱 |      | 無所属     | 1912年3月10日 | 1913年10月10日 | 1912年臨時大総統選挙で選出。1913年10月10日、中華民国政府（北京政府）の発足に伴い、正式に中華民国大総統に就任。 |